# 名古屋市電葵町線
葵町線（あおいちょうせん）は、かつて愛知県名古屋市に存在した名古屋市電の路線（路面電車）の一つである。同市中区の新栄町停留場と東区の平田町（へいでんちょう）停留場を結んだ。この項目では、平田町と赤塚停留場を結んでいた山口町線（やまぐちちょうせん）についても記述する。
名古屋電気鉄道によって建設された路線で、葵町線は1915年（大正4年）、山口町線は1919年（大正8年）に開業。1922年（大正11年）に市営化され、名古屋市電気局（1945年以降交通局）の運営となった。廃止は葵町線が1970年（昭和45年）、山口町線が翌1971年（昭和46年）である。

## 路線概況
全長は葵町線が1.058キロメートル、山口町線が0.517キロメートル（1962年3月末時点）。全線が複線かつ併用軌道であった。
葵町線の起点新栄町停留場は、南北方向の名古屋市道と東西方向の広小路通（愛知県道60号名古屋長久手線）が交差する新栄町交差点に設置されていた。この停留場は葵町線に栄町線・公園線を加えた市電3路線が集まる場所で、東西方向の広小路通に栄町線、南へ伸びる市道に公園線が通り、北へ伸びる市道にこの葵町線が走っていた。新栄町では東西の栄町線と南北の葵町線・公園線が平面交差しており、栄町線の東側（今池方面）と公園線（鶴舞公園方面）を結ぶ連絡線も存在した。
市電葵町線が通る市道の西側には、太平洋戦争後の戦災復興計画によって新設された幅員50メートルの幹線道路（広路11号葵町線。国道153号ないし国道19号）が並行しており、市電が通る道路は戦後裏道と化していた。50メートル道路の国道19号や外堀通（市道外堀相生町線）が集まる地点が平田町（へいでんちょう）交差点で、ここに葵町線の終点平田町停留場が設置されていた。新栄町と同様に3本の市電路線が集まる地点で、葵町線と山口町線、東片端線が接続する。山口町線は国道19号を北北東へ、東片端線は外堀通を西へ進んでおり、平田町では3つの路線それぞれからどの路線にも直通できる三角形状の配線とされていた。
平田町を起点とする山口町線は起点の次が終点赤塚停留場という短い路線である。赤塚停留場は国道19号と出来町通（愛知県道215号田籾名古屋線）が交差する赤塚交差点に位置した。この間の道路は1965年（昭和40年）ごろに50メートル道路へと拡張されている。交差する出来町通には市電高岳線が東西方向に走行しており、山口町線は東に折れて高岳線の大曽根方面に合流していた。なお路線名にある「山口町」を称する停留場は、高岳線を赤塚から大曽根方面へ1つ進んだ場所にある。

## 歴史

### 開業
名古屋市内のうち葵町線沿線にあたる葵町・布池町・平田町（現在の東区葵・代官町・徳川）といった地域は、江戸時代には名古屋城城下町の一角にあたる武家町（武家屋敷地）であった土地で、明治に入ってからは住宅地に姿を変えていた。また山口町線沿線の赤塚町は北東の大曽根とともに名古屋城下から中山道へ通ずる下街道沿いの町として栄えた地にあたる。これらの町を含む城下町北部の地域は、明治時代になっても道路の改良がなされず、交通が不便なままであった。明治末期になると名古屋市により5本の幹線道路整備を整備する計画がまとめられ、1913年（大正2年）に愛知県より道路改修の許可が下りる。そしてまもなく平田町から布池町にかけて幅員8間（14.5メートル）の道路「葵町線」が整備され、その延長線上の布池町から広小路新栄町角までの既設私道も拡張・整備された。
道路建設の一方、路面電車整備は1898年（明治31年）より名古屋電気鉄道によって始められた。1903年（明治36年）には路線が千種まで到達し（栄町線）、新栄町付近にも電車が通るようになった。大正時代に入ると栄町線の北側にあたる地域でも路線建設が進められ、1913年（大正2年）からの2年間で5つの路線が相次いで開業した。葵町線はこの時期に建設された路線の一つであり、1912年（明治45年）7月23日付で新栄町 - 布池町間、1914年9月16日付で布池町 - 平田町間の軌道敷設特許が下り、1915年（大正4年）11月4日、新栄町停留場から布池町停留場を経て平田町停留場に至る1.06キロメートルがまとめて開通した。このとき平田町で接続する東片端線も開業している。
平田町の北に位置する赤塚には西回りの高岳線が1915年3月に開通した。同年2月20日付で名古屋電気鉄道に平田町から赤塚（特許地点名は山口町）までの軌道敷設特許が下りる。1917年（大正6年）12月ごろに平田町から山口町までの市道が幅員8間半（15.5メートル）に拡張され、1919年（大正8年）4月16日に平田町停留場から赤塚停留場に至る山口町線が開業をみた。

### 市営化とその後
1922年（大正11年）8月1日、名古屋電気鉄道市内線を名古屋市が買収・市営化し名古屋市電気局（後の交通局）が引き継いだことで名古屋市電が成立した。これにより葵町線・山口町線は名古屋市電の路線となっている。
市営化後、1922年12月に運転系統の改訂が実施され、葵町線には行幸線明道橋（後の明道町）から平田町・新栄町を経て御黒門線門前町（後の大須）に至る系統、山口町線には線内で完結する平田町 - 赤塚間の系統が設定された。明道橋 - 門前町間の系統は路線延伸に伴い1924年（大正13年）3月より名古屋駅前を発着する循環系統となり、以後太平洋戦争後の一時期を除いて廃線まで運転が続けられた。また平田町 - 赤塚間折り返しの系統は1926年（大正15年）4月改正で葵町線・高岳線直通の系統に改められている（当初の設定区間は岩井町線水主町 - 大曽根間）。
1953年（昭和28年）12月30日、平田町連絡線（延長54メートル）が開業した。これに伴い東片端線・山口町線・高岳線という経路で運行される系統も出現した（下記#運転系統参照）。

### 廃止
名古屋市電は1950年代末に路線網・輸送人員ともに最盛期を迎えたが、1961年（昭和36年）には市営地下鉄の建設と引き替えに1985年（昭和60年）までにおおむね撤去するという方針が国の都市交通審議会で示された。その上、事業の大幅な赤字化や市営バスの急速な拡大、自動車の普及による交通事情の変化など市電を取り巻く環境が変化したことから、1965年（昭和40年）3月、市交通局は地下鉄建設推進・バスの拡充とその一方での市電の段階的廃止を盛り込んだ「名古屋市交通事業の5カ年計画」を発表する。同計画では1969年度までの5年間で廃止すべきとして7線区計23.3キロメートルを取り上げており、その中で葵町線および公園線の平田町 - 鶴舞公園間は1969年度に廃止すべき路線とされた。廃止の理由は、別途バスを運行することで十分輸送できるためとされている。同区間は1970年（昭和45年）4月1日付で廃止された。
葵町線廃止に先立つ1967年1月、市交通局は先の5カ年計画を延長した「交通事業の長期計画」を策定して1975年度までの市電全廃を決定し、さらに翌1968年（昭和43年）12月には市電全廃の時期を1973年度に前倒しした。市電全廃決定後、1971年（昭和46年）2月1日付で明道町線菊井町から御成通線上飯田までの廃線に伴い山口町線も廃止となった。

### 路線名と区間について
路線名について見ると、平田町 - 赤塚間（山口町線）開業前の1917年末時点では新栄町 - 平田町間の1.060キロメートルを「葵町線」と称していた（新栄町 - 門前町間は「公園線」）が、赤塚開業後の1919年末時点では赤塚 - 門前町間の4.710キロメートルをまとめて「公園線」と称する。1922年8月の名古屋市電成立時も同様に赤塚 - 門前町間が「公園線」とされていた。
市営化後の1923年末時点では、「葵町線」は新栄町 - 平田町間の1.057キロメートルとなり、平田町 - 赤塚間の0.517キロメートルは「山口町線」となった。しかし3年後の1926年末時点では、「葵町線」は新栄町 - 赤塚間の1.575キロメートルを指しており山口町線という路線名はなくなっている。
戦後、1952年（昭和27年）の時点では引き続き新栄町 - 赤塚間の1.575キロメートルを「葵町線」と称する。しかし1962年3月末時点では前述のとおり新栄町 - 平田町間の1.058キロメートルは「葵町線」、平田町 - 赤塚間の0.517キロメートルは「山口町線」である。

## 停留場
廃止前の時点で、葵町線・山口町線には以下の4停留場が設置されていた。
| 停留場名                 | キロ程 (km) | 所在地                     | 位置・備考                            |
| ------------------------ | ----------- | -------------------------- | ------------------------------------- |
| 新栄町（しんさかえまち） | 0.0         | 中区新栄町6丁目            | 新栄町交差点付近                      |
| 布池町（ぬのいけちょう） | 0.5         | 東区葵町 東区横代官町      | 布池交差点付近                        |
| 平田町（へいでんちょう） | 1.1         | 東区平田町                 | 葵町線・山口町線境界 平田町交差点付近 |
| 平田町（へいでんちょう） | 0.0         | 東区平田町                 | 葵町線・山口町線境界 平田町交差点付近 |
| 赤塚（あかつか）         | 0.5         | 東区赤塚町1丁目 東区山口町 | 赤塚交差点付近                        |

両線に設置されていた停留場は路線開通以来上記4停留場のみである。いずれも新設時から同じ名称で、変化はない。

## 接続路線
- 新栄町停留場：
  - 市電公園線（1915年 - 1970年）
  - 市電栄町線（1915年 - 1967年）
  - 名古屋市営地下鉄東山線（新栄町駅、1960年 - 1970年）
- 平田町停留場：市電東片端線（1915年 - 1971年）
- 赤塚停留場：市電高岳線（1919年 - 1971年）

## 運転系統

### 1937年時点
1937年（昭和12年）8月時点において葵町線で運行されていた運転系統は以下の通り。〔太字〕で示した範囲は線内を走行する区間を指す。
- 名古屋駅前 - 菊井町 - 名古屋城 - 大津橋 - 東片端 -〔平田町 - 新栄町〕- 鶴舞公園 - 水主町 - 柳橋 - 笹島町 - 名古屋駅前
  - 大曽根 -〔赤塚 - 平田町 - 新栄町〕- 鶴舞公園 - 上前津 - 熱田駅前 - 内田橋
  - 大曽根 -〔赤塚 - 平田町 - 新栄町〕- 鶴舞公園 - 上前津 - 水主町 - 尾頭橋

### 1952年時点
1952年（昭和27年）3月時点において葵町線で運行されていた運転系統は以下の通り。〔太字〕で示した範囲は線内を走行する区間を指す。
- 3号系統：名古屋駅前 - 菊井町 - 大津橋 - 東片端 -〔平田町 - 新栄町〕- 鶴舞公園 - 水主町 - 笹島町 - 名古屋駅前
- 14号系統：上飯田 - 大曽根 -〔赤塚 - 平田町 - 新栄町〕- 鶴舞公園 - 水主町 - 尾頭橋

### 1961年以降
1961年（昭和36年）4月時点において葵町線・山口町線で運行されていた運転系統は以下の通り。〔太字〕で示した範囲は両線内を走行する区間を指す。
- 葵町線経由
  - 3号系統：名古屋駅前 - 菊井町 - 大津橋 - 東片端 -〔平田町 - 新栄町〕- 鶴舞公園 - 水主町 - 笹島町 - 名古屋駅前
- 葵町・山口町両線経由
  - 80号系統：上飯田 - 大曽根 -〔赤塚 - 平田町 - 新栄町〕- 鶴舞公園 - 水主町 - 尾頭橋 - 八熊通
- 山口町線経由
  - 13号系統：上飯田 - 大曽根 -〔赤塚 - 平田町〕- 東片端 - 大津橋 - 菊井町 - 浄心町
  - 81号系統：上飯田 - 大曽根 -〔赤塚 - 平田町〕- 東片端 - 大津橋 - 菊井町 - 名古屋駅前

市電路線網の縮小が始まると、上記4系統のうちまず上飯田 - 浄心町間の13号系統が1965年（昭和40年）10月1日に廃止された。1967年（昭和42年）2月1日に高岳線赤塚・清水口間が廃線となると上飯田町 - 熱田神宮前間（経路＝上飯田町 - 赤塚 - 清水口 - 東片端 - 大津橋 - 栄 - 熱田神宮前）の22号系統が清水口経由から平田町経由（山口町線経由）となったが、この系統は翌1968年（昭和43年）2月1日に廃止されている。
次いで1970年（昭和45年）4月1日、葵町線の廃線に伴い上飯田 - 八熊通間の80号系統と名古屋駅前発着環状系統の3系統が廃止され、残る上飯田 - 名古屋間の81号系統も山口町線等の廃線により1971年（昭和46年）2月1日に廃止された。

## 利用動向

### 1959年調査
1959年（昭和34年）6月11日木曜日に実施された市電全線の利用動向調査によると、葵町線・山口町線内4停留場の方向別乗車人員・降車人員ならびに停留場間の通過人員は下表の通りであった。
| 停留場名 | 乗車人員 | 乗車人員 | 乗車人員 | 降車人員 | 降車人員 | 降車人員 | 停留場間通過人員 | 停留場間通過人員 |
| 停留場名 | ▼北行    | ▲南行    | 合計     | ▼北行    | ▲南行    | 合計     | ▼北行            | ▲南行            |
| -------- | -------- | -------- | -------- | -------- | -------- | -------- | ---------------- | ---------------- |
| 新栄町   | 4,797    | 終点     | (15,772) | 起点     | 4,609    | (15,670) | 10,605           | 10,152           |
| 布池町   | 916      | 1,335    | 2,251    | 1,295    | 945      | 2,240    | 10,605           | 10,152           |
| 布池町   | 916      | 1,335    | 2,251    | 1,295    | 945      | 2,240    | 10,226           | 9,762            |
| 平田町   | 987      | 2,162    | (4,898)  | 2,501    | 744      | (5,215)  | 10,226           | 9,762            |
| 平田町   | 987      | 2,162    | (4,898)  | 2,501    | 744      | (5,215)  | 8,064            | 7,650            |
| 赤塚     | 終点     | 1,232    | (3,499)  | 1,278    | 起点     | (3,622)  | 8,064            | 7,650            |

- 備考
  - 新栄町・平田町・赤塚の乗車人員・降車人員合計値は他線区の数値を含む。
  - 新栄町をまたいで公園線（白山町以遠）と直通する乗客は、北行5,808人・南行5,543人。
  - 平田町をまたいで布池町以南と東片端線（飯田町以遠）を直通する乗客は、北行1,678人・南行1,749人。
  - 平田町をまたいで赤塚以北と東片端線（飯田町以遠）を直通する乗客は、北行1,030人・南行1,055人。
  - 赤塚をまたいで高岳線（山口町以遠）と直通する乗客は、北行6,786人・南行6,418人。

### 1966年調査
1966年（昭和41年）11月8日火曜日に実施された市電全線の利用動向調査によると、葵町線・山口町線内4停留場の方向別乗車人員・降車人員ならびに停留場間の通過人員は下表の通りであった。
| 停留場名 | 乗車人員 | 乗車人員 | 乗車人員 | 降車人員 | 降車人員 | 降車人員 | 停留場間通過人員 | 停留場間通過人員 |
| 停留場名 | ▼北行    | ▲南行    | 合計     | ▼北行    | ▲南行    | 合計     | ▼北行            | ▲南行            |
| -------- | -------- | -------- | -------- | -------- | -------- | -------- | ---------------- | ---------------- |
| 新栄町   | 2,551    | 終点     | (7,156)  | 起点     | 2,623    | (7,157)  | 6,730            | 6,553            |
| 布池町   | 719      | 877      | 1,596    | 901      | 786      | 1,687    | 6,730            | 6,553            |
| 布池町   | 719      | 877      | 1,596    | 901      | 786      | 1,687    | 6,548            | 6,462            |
| 平田町   | 851      | 1,235    | (3,865)  | 1,508    | 667      | (3,795)  | 6,548            | 6,462            |
| 平田町   | 851      | 1,235    | (3,865)  | 1,508    | 667      | (3,795)  | 7,240            | 7,377            |
| 赤塚     | 終点     | 789      | (1,643)  | 881      | 起点     | (1,757)  | 7,240            | 7,377            |

- 備考
  - 新栄町・平田町・赤塚の乗車人員・降車人員合計値は他線区の数値を含む。
  - 新栄町をまたいで公園線（白山町以遠）と直通する乗客は、北行4,179人・南行3,930人。
  - 平田町をまたいで布池町以南と東片端線（飯田町以遠）を直通する乗客は、北行685人・南行652人。
  - 平田町をまたいで赤塚以北と東片端線（飯田町以遠）を直通する乗客は、北行2,034人・南行2,135人。
  - 赤塚をまたいで高岳線（山口町以遠）と直通する乗客は、北行6,359人・南行6,588人。